# Giovanni Pezzinga
Giovanni Pezzinga (fl.  1910-1921) est un acteur et réalisateur italien, actif pendant la période du muet.

## Filmographie partielle

### Acteur
- 1910 : La Fille de l'aveugle (La figlia del cieco)
- 1910 : Histoire des Borgia (Lucrezia Borgia)
- 1911 : Cola di Rienzo
- 1911 : Tristan et Yseult (Tristano e Isolda)
- 1912 : Un drame à Florence (Un dramma a Firenze)
- 1912 : Roméo et Juliette (Romeo e Giulietta)
- 1912 : Béatrix d'Este (Beatrice d'Este)
- 1912 : Le Faucon rouge (Il falco rosso)
- 1912 : Le vie del male
- 1912 : Les Carbonari (I carbonari)
- 1912 : Une tragédie à la cour de Milan (Una tragedia alla Corte di Milano)
- 1912 : Lucrèce Borgia (Lucrezia Borgia)
- 1912 : Un amour de Pierre de Médicis (Un amore di Pietro de' Medici)
- 1912 : Une conspiration contre Murat (Una congiura contro Murat)
- 1912 : César Borgia (Cesare Borgia)
- 1913 : La Vampire indienne (La vampira indiana)
- 1913 : La Tour de l'expiation (La torre dell'espiazione)
- 1913 : La Prison d'acier (La prigione d'acciaio)
- 1913 : I gufi delle caverne
- 1914 : Il barcaiolo del Danubio
- 1914 : Il dramma del colle di Guis
- 1914 : Teodora
- 1915 : Cuoricino d'oro
- 1915 : Notte tragica
- 1915 : Gli avventurieri
- 1916 : Il delitto della villa solitaria
- 1916 : ...e i rettili furono vinti!
- 1916 : La macchia rossa
- 1921 : Onda sanguigna

### Réalisateur
- 1919 : Il mistero del Girl's Bar
- 1920 : Sansonette amazzone dell'aria
- 1920 : La danzatrice di tango
- 1920 : Sansonette e i quattro arlecchini
- 1920 : Sansonette danzatrice della prateria
- 1920 : Biribì, il piccolo poliziotto torinese
- 1921 : La regina del mercato
- 1921 : Il mistero della mano
- 1921 : Il mistero dell'auto in fiamme
- 1921 : Duchessina
- 1921 : La mendicante di Sassonia
- 1921 : Anime fiere